# Зофянка-Дольна
Зофянка-Дольна (пол. Zofianka Dolna) — село в Польщі, у гміні Дзволя Янівського повіту Люблінського воєводства.
Населення — 234 особи (2011).
У 1975-1998 роках село належало до Тарнобжезького воєводства.

## Демографія
Демографічна структура станом на 31 березня 2011 року:
|          | Загалом | Допрацездатний вік | Працездатний вік | Постпрацездатний вік |
| -------- | ------- | ------------------ | ---------------- | -------------------- |
| Чоловіки | 115     | 25                 | 77               | 13                   |
| Жінки    | 119     | 21                 | 69               | 29                   |
| Разом    | 234     | 46                 | 146              | 42                   |